# Saison 1940-1941 des Bruins de Boston
Autres saisons
La saison 1940-1941 est la 17e saison de hockey sur glace jouée par les Bruins de Boston dans la Ligue nationale de hockey.

## Saison régulière

### Contexte de la saison
Les membres de l'équipe ayant terminé la saison 1939-1940 sont tous reconduits pour cette nouvelle saison ; les deux seuls joueurs qui ont débuté la saison précédente et qui ne sont pas présents sont Eddie Shore et Jack Portland qui ont été échangés en janvier 1939 respectivement contre Eddie Wiseman et Des Smith ; les buts sont toujours gardés par Frank Brimsek et l'équipe est dirigée pour la deuxième année consécutive par Cooney Weiland.
Le début de saison est cependant hésitant, les Bruins ne remportent aucun des quatre premiers matchs au cours desquels Brimsek encaisse un total de 17 buts. Il enregistre son premier blanchissage et les Bruins leur première victoire lors du 5e match mais ne parviennent pas à enchaîner plus de deux victoires consécutives et le 21 décembre 1940, ils sont à la troisième place de la ligue avec 12 points de retard sur les Maple Leafs de Toronto et une fiche négative de 6 victoires pour 3 matchs nuls et 7 défaites.
Le match suivant où les Bruins battent les Red Wings de Détroit marque ensuite le début d'une série de matchs consécutifs sans défaite : pendant deux mois, du 22 décembre au 23 février, Boston remporte 15 victoires et concède 8 matchs nuls, prenant entre-temps la première place de la ligue le 11 février après une nouvelle victoire sur Détroit. Les Rangers de New York sont la seule équipe qui parvient à les battre durant cette fin de saison qui voit les Bruins terminer en tête de la ligue, cinq points devant les Maple Leafs. Depuis le 21 décembre, les Bruins ont remporté 21 victoires, concédé 10 matchs nul et subi une seule défaite.

### Classement
| Équipe                 | V  | D  | N  | Pts | BP  | BC  | Pun |
| ---------------------- | -- | -- | -- | --- | --- | --- | --- |
| Bruins de Boston       | 27 | 8  | 13 | 67  | 168 | 102 | 246 |
| Maple Leafs de Toronto | 28 | 14 | 6  | 62  | 145 | 99  | 306 |
| Red Wings de Détroit   | 21 | 16 | 11 | 53  | 112 | 102 | 337 |
| Rangers de New York    | 21 | 19 | 8  | 50  | 143 | 125 | 356 |
| Black Hawks de Chicago | 16 | 25 | 7  | 39  | 112 | 139 | 335 |
| Canadiens de Montréal  | 16 | 26 | 6  | 38  | 121 | 147 | 435 |
| Americans de New York  | 8  | 29 | 11 | 27  | 99  | 186 | 231 |

### Match après match
Ce tableau reprend les résultats de l'équipe au cours de la saison, les buts marqués par les Bruins étant inscrits en premier.
| Date     | Résultat  | Adversaire              | Score   | Fiche ( V - D - N ) |
| -------- | --------- | ----------------------- | ------- | ------------------- |
| 3 nov.   | match nul | @ Montréal              | 1-1     | 0-0-1               |
| 12 nov.  | défaite   | Chicago                 | 5-6     | 0-1-1               |
| 17 nov.  | défaite   | Toronto                 | 1-4     | 0-2-1               |
| 19 nov.  | match nul | Détroit                 | 4-4     | 0-2-2               |
| 21 nov.  | victoire  | @ Chicago               | 2-0     | 1-2-2               |
| 23 nov.  | victoire  | @ Rangers de New York   | 2-1     | 2-2-2               |
| 24 nov.  | match nul | @ Détroit               | 1-1     | 2-2-3               |
| 26 nov.  | défaite   | Montréal                | 2-3     | 2-3-3               |
| 1 déc.   | victoire  | @ Americans de New York | 10-3    | 3-3-3               |
| 3 déc.   | victoire  | Americans de New York   | 6-2     | 4-3-3               |
| 7 déc.   | défaite   | @ Toronto               | 2-3     | 4-4-3               |
| 8 déc.   | défaite   | @ Chicago               | 2-3 (P) | 4-5-3               |
| 10 déc.  | victoire  | Rangers de New York     | 6-2     | 5-5-3               |
| 17 déc.  | victoire  | Toronto                 | 5-2     | 6-5-3               |
| 19 déc.  | défaite   | @ Rangers de New York   | 3-5     | 6-6-3               |
| 21 déc.  | défaite   | @ Montréal              | 1-3     | 6-7-3               |
| 22 déc.  | victoire  | @ Détroit               | 5-3     | 7-7-3               |
| 25 déc.  | victoire  | Americans de New York   | 8-1     | 8-7-3               |
| 27 déc.  | match nul | @ Americans de New York | 3-3     | 8-7-4               |
| 31 déc.  | match nul | Rangers de New York     | 2-2     | 8-7-5               |
| 5 jan.   | match nul | Chicago                 | 2-2     | 8-7-6               |
| 7 jan.   | match nul | Détroit                 | 1-1     | 8-7-7               |
| 11 jan.  | victoire  | @ Montréal              | 2-1     | 9-7-7               |
| 12 jan.  | victoire  | Montréal                | 7-5     | 10-7-7              |
| 16 jan.  | match nul | @ Rangers de New York   | 2-2     | 10-7-8              |
| 18 jan.  | victoire  | @ Toronto               | 1-0     | 11-7-8              |
| 19 jan.  | match nul | @ Chicago               | 4-4     | 11-7-9              |
| 21 jan.  | victoire  | Rangers de New York     | 4-3 (P) | 12-7-9              |
| 26 jan.  | victoire  | @ Americans de New York | 6-1     | 13-7-9              |
| 28 jan.  | victoire  | Chicago                 | 3-2     | 14-7-9              |
| 2 fév.   | victoire  | Americans de New York   | 4-1     | 15-7-9              |
| 4 fév.   | victoire  | Montréal                | 5-3 (P) | 16-7-9              |
| 8 fév.   | victoire  | @ Toronto               | 3-2     | 17-7-9              |
| 9 fév.   | match nul | @ Détroit               | 2-2     | 17-7-10             |
| 11 fév.  | victoire  | Détroit                 | 4-0     | 18-7-10             |
| 13 fév.  | victoire  | @ Rangers de New York   | 5-3     | 19-7-10             |
| 15 fév.  | victoire  | @ Montréal              | 5-0     | 20-7-10             |
| 18 fév.  | match nul | Toronto                 | 2-2     | 20-7-11             |
| 23 fév.  | victoire  | Americans de New York   | 3-1     | 21-7-11             |
| 25 fév.  | défaite   | Rangers de New York     | 0-2     | 21-8-11             |
| 1er mars | match nul | @ Toronto               | 0-0     | 21-8-12             |
| 2 mars   | victoire  | @ Chicago               | 4-3     | 22-8-12             |
| 4 mars   | victoire  | Chicago                 | 3-2     | 23-8-12             |
| 9 mars   | victoire  | Montréal                | 8-0     | 24-8-12             |
| 11 mars  | victoire  | Toronto                 | 3-2     | 25-8-12             |
| 13 mars  | victoire  | @ Americans de New York | 8-3     | 26-8-12             |
| 16 mars  | match nul | @ Détroit               | 2-2     | 26-8-13             |
| 18 mars  | victoire  | Détroit                 | 4-1     | 27-8-13             |

### Classement des joueurs
- - Les statistiques écrites en gras sont celles des meneurs de l'équipe.

| Joueur             | Poste | PJ | B  | A  | Pts | Pun | Commentaire |
| ------------------ | ----- | -- | -- | -- | --- | --- | ----------- |
| Bill Cowley        | C     | 46 | 17 | 45 | 62  | 16  |             |
| Eddie Wiseman      | AD    | 47 | 16 | 24 | 40  | 10  | capitaine   |
| Bobby Bauer        | AD    | 48 | 17 | 22 | 39  | 2   |             |
| Roy Conacher       | AG    | 41 | 24 | 14 | 38  | 7   |             |
| Milt Schmidt       | C     | 45 | 13 | 25 | 38  | 23  |             |
| Woody Dumart       | AG    | 40 | 18 | 15 | 33  | 2   |             |
| Art Jackson        | C     | 47 | 17 | 15 | 32  | 10  |             |
| Dit Clapper        | D     | 48 | 8  | 18 | 26  | 24  |             |
| Flash Hollett      | D     | 42 | 9  | 15 | 24  | 23  |             |
| Herb Cain          | AG    | 40 | 8  | 10 | 18  | 6   |             |
| Des Smith          | D     | 48 | 6  | 8  | 14  | 61  |             |
| Terry Reardon      | C     | 34 | 6  | 5  | 11  | 19  |             |
| Jack Crawford      | D     | 45 | 2  | 8  | 10  | 27  |             |
| Mel Hill           | AD    | 41 | 5  | 4  | 9   | 4   |             |
| Jack Shewchuk (en) | D     | 20 | 2  | 2  | 4   | 8   |             |
| Pat McReavy (en)   | C     | 7  | 0  | 1  | 1   | 2   |             |
| Gordon Bruce (en)  | AG    | 8  | 0  | 1  | 1   | 2   |             |
| Red Hamill         | AG    | 8  | 0  | 1  | 1   | 0   |             |

| Joueur        | PJ | V  | D | N  | Min   | BC  | Bl | Moy  |
| ------------- | -- | -- | - | -- | ----- | --- | -- | ---- |
| Frank Brimsek | 48 | 27 | 8 | 13 | 3 040 | 102 | 6  | 2,01 |

## Séries éliminatoires
Les Bruins sont opposés en demi-finale à leurs dauphins de la saison régulière, les Maple Leafs de Toronto. Au cours du premier match de la série disputé à Boston, les Bruins perdent leur meilleur pointeur de la saison, Bill Cowley, qui se blesse au genou ainsi que Bobby Bauer qui souffre d'une coupure après une collision avec son coéquipier Milt Schmidt ; ces aléas ne les empêchent pas de remporter la rencontre 3-0 grâce à un blanchissage de Frank Brimsek. Malgré le retour de Bauer, les Bruins perdent les deux matchs suivants puis un troisième après avoir enregistré une victoire lors de la quatrième rencontre ; ils se retrouvent alors à une défaite de l'élimination mais deux victoires consécutives sur le score de 2-1 permettent aux Bruins de disputer une nouvelle finale de Coupe Stanley.
La finale est jouée contre les Red Wings de Détroit qui ont terminé 3e de la saison régulière avec 14 points de retard sur Boston. Les Bruins s'imposent sans perdre un match et remportent la 3e coupe Stanley de leur histoire. Lors des séries, Milt Schmidt prend le relais de Cowley, qui ne peut finalement jouer que 2 matchs à cause de sa blessure, en terminant deuxième buteur et meilleur pointeur de l'équipe, 7 de ses 11 points étant inscrits contre Détroit. En plus de la coupe Stanley, deux joueurs des Bruins sont récompensés : Bobby Bauer remporte le trophée Lady Byng du joueur au meilleur esprit sportif et Bill Cowley reçoit le trophée Hart du meilleur joueur de la saison ; il est le deuxième joueur des Bruins à remporter ce prix après Eddie Shore qui l'a gagné à quatre reprises.

### Arbre de qualification
|  | Quarts de finale       | Quarts de finale       | Quarts de finale       | Quarts de finale       |                      |                      | Demi-finales                            | Demi-finales                            | Demi-finales                            | Demi-finales                            |  |  | Finale               | Finale               | Finale               | Finale               |
|  |                        |                        |                        |                        |                      |                      |                                         |                                         |                                         |                                         |  |  |                      |                      |                      |                      |
|  |                        |                        |                        |                        |                      |                      | 20, 22, 25, 27, 29 mars, 1er et 3 avril | 20, 22, 25, 27, 29 mars, 1er et 3 avril | 20, 22, 25, 27, 29 mars, 1er et 3 avril | 20, 22, 25, 27, 29 mars, 1er et 3 avril |  |  | 6, 8, 10 et 12 avril | 6, 8, 10 et 12 avril | 6, 8, 10 et 12 avril | 6, 8, 10 et 12 avril |
|  |                        |                        |                        |                        |                      |                      | 20, 22, 25, 27, 29 mars, 1er et 3 avril | 20, 22, 25, 27, 29 mars, 1er et 3 avril | 20, 22, 25, 27, 29 mars, 1er et 3 avril | 20, 22, 25, 27, 29 mars, 1er et 3 avril |  |  | 6, 8, 10 et 12 avril | 6, 8, 10 et 12 avril | 6, 8, 10 et 12 avril | 6, 8, 10 et 12 avril |
|  |                        |                        |                        |                        |                      |                      | 20, 22, 25, 27, 29 mars, 1er et 3 avril | 20, 22, 25, 27, 29 mars, 1er et 3 avril | 20, 22, 25, 27, 29 mars, 1er et 3 avril | 20, 22, 25, 27, 29 mars, 1er et 3 avril |  |  | 6, 8, 10 et 12 avril | 6, 8, 10 et 12 avril | 6, 8, 10 et 12 avril | 6, 8, 10 et 12 avril |
|  |                        |                        |                        |                        |                      |                      | 20, 22, 25, 27, 29 mars, 1er et 3 avril | 20, 22, 25, 27, 29 mars, 1er et 3 avril | 20, 22, 25, 27, 29 mars, 1er et 3 avril | 20, 22, 25, 27, 29 mars, 1er et 3 avril |  |  | 6, 8, 10 et 12 avril | 6, 8, 10 et 12 avril | 6, 8, 10 et 12 avril | 6, 8, 10 et 12 avril |
|  |                        |                        |                        |                        |                      |                      | 20, 22, 25, 27, 29 mars, 1er et 3 avril | 20, 22, 25, 27, 29 mars, 1er et 3 avril | 20, 22, 25, 27, 29 mars, 1er et 3 avril | 20, 22, 25, 27, 29 mars, 1er et 3 avril |  |  | 6, 8, 10 et 12 avril | 6, 8, 10 et 12 avril | 6, 8, 10 et 12 avril | 6, 8, 10 et 12 avril |
|  | Bruins de Boston       | Bruins de Boston       | 4                      | 4                      |                      |                      |                                         |                                         |                                         |                                         |  |  | 6, 8, 10 et 12 avril | 6, 8, 10 et 12 avril | 6, 8, 10 et 12 avril | 6, 8, 10 et 12 avril |
|  | Bruins de Boston       | Bruins de Boston       | 4                      | 4                      |                      |                      |                                         |                                         |                                         |                                         |  |  | 6, 8, 10 et 12 avril | 6, 8, 10 et 12 avril | 6, 8, 10 et 12 avril | 6, 8, 10 et 12 avril |
|  |                        |                        | Maple Leafs de Toronto | Maple Leafs de Toronto | 3                    | 3                    |                                         |                                         |                                         |                                         |  |  | 6, 8, 10 et 12 avril | 6, 8, 10 et 12 avril | 6, 8, 10 et 12 avril | 6, 8, 10 et 12 avril |
|  |                        |                        |                        |                        | 3                    | 3                    |                                         |                                         |                                         |                                         |  |  | 6, 8, 10 et 12 avril | 6, 8, 10 et 12 avril | 6, 8, 10 et 12 avril | 6, 8, 10 et 12 avril |
|  |                        | 27 et 30 mars          |                        |                        |                      |                      |                                         |                                         |                                         |                                         |  |  | 6, 8, 10 et 12 avril | 6, 8, 10 et 12 avril | 6, 8, 10 et 12 avril | 6, 8, 10 et 12 avril |
|  |                        |                        |                        |                        |                      |                      |                                         |                                         |                                         |                                         |  |  | 6, 8, 10 et 12 avril | 6, 8, 10 et 12 avril | 6, 8, 10 et 12 avril | 6, 8, 10 et 12 avril |
|  | Bruins de Boston       | Bruins de Boston       | 4                      | 4                      |                      |                      |                                         |                                         |                                         |                                         |  |  |                      |                      |                      |                      |
|  | Bruins de Boston       | Bruins de Boston       | 4                      | 4                      | 20, 22 et 24 mars    |                      |                                         |                                         |                                         |                                         |  |  |                      |                      |                      |                      |
|  |                        |                        | Red Wings de Détroit   | Red Wings de Détroit   | 0                    | 0                    |                                         |                                         |                                         |                                         |  |  |                      |                      |                      |                      |
|  | Red Wings de Détroit   | Red Wings de Détroit   | Red Wings de Détroit   | Red Wings de Détroit   | 0                    | 0                    | 2                                       | 2                                       |                                         |                                         |  |  |                      |                      |                      |                      |
|  | Red Wings de Détroit   | Red Wings de Détroit   |                        |                        |                      |                      |                                         |                                         |                                         |                                         |  |  |                      |                      |                      |                      |
|  | Rangers de New York    | Rangers de New York    | 1                      | 1                      |                      |                      |                                         |                                         |                                         |                                         |  |  |                      |                      |                      |                      |
|  | Rangers de New York    | Rangers de New York    | 1                      | 1                      | Red Wings de Détroit | Red Wings de Détroit | 2                                       | 2                                       |                                         |                                         |  |  |                      |                      |                      |                      |
|  | 20, 22 et 25 mars      |                        |                        |                        | Red Wings de Détroit | Red Wings de Détroit | 2                                       | 2                                       |                                         |                                         |  |  |                      |                      |                      |                      |
|  |                        |                        | Black Hawks de Chicago | Black Hawks de Chicago | 0                    | 0                    |                                         |                                         |                                         |                                         |  |  |                      |                      |                      |                      |
|  | Black Hawks de Chicago | Black Hawks de Chicago | Black Hawks de Chicago | Black Hawks de Chicago | 0                    | 0                    | 2                                       | 2                                       |                                         |                                         |  |  |                      |                      |                      |                      |
|  | Black Hawks de Chicago | Black Hawks de Chicago |                        |                        |                      |                      |                                         | 2                                       |                                         |                                         |  |  |                      |                      |                      |                      |
|  | Canadiens de Montréal  | Canadiens de Montréal  | 1                      | 1                      |                      |                      |                                         |                                         |                                         |                                         |  |  |                      |                      |                      |                      |
|  | Canadiens de Montréal  | Canadiens de Montréal  | 1                      | 1                      |                      |                      |                                         |                                         |                                         |                                         |  |  |                      |                      |                      |                      |
|  |                        |                        |                        |                        |                      |                      |                                         |                                         |                                         |                                         |  |  |                      |                      |                      |                      |

### Classement des joueurs
- - Les statistiques écrites en gras sont celles des meneurs de l'équipe.

| Joueur        | Poste | PJ | B | A | Pts | Pun |
| ------------- | ----- | -- | - | - | --- | --- |
| Milt Schmidt  | C     | 11 | 5 | 6 | 11  | 9   |
| Eddie Wiseman | AD    | 11 | 6 | 2 | 8   | 0   |
| Flash Hollett | D     | 11 | 3 | 4 | 7   | 8   |
| Terry Reardon | C     | 11 | 2 | 4 | 6   | 6   |
| Roy Conacher  | AG    | 11 | 1 | 5 | 6   | 4   |
| Herbert Cain  | AG    | 11 | 3 | 2 | 5   | 5   |
| Dit Clapper   | D     | 11 | 0 | 5 | 5   | 4   |
| Pat McReavy   | C     | 9  | 2 | 2 | 4   | 5   |
| Art Jackson   | C     | 11 | 1 | 3 | 4   | 16  |
| Woody Dumart  | AG    | 11 | 1 | 3 | 4   | 9   |
| Bobby Bauer   | AD    | 11 | 2 | 2 | 4   | 0   |
| Mel Hill      | AD    | 8  | 1 | 1 | 2   | 0   |
| Jack Crawford | D     | 11 | 0 | 2 | 2   | 7   |
| Des Smith     | D     | 11 | 0 | 2 | 2   | 12  |
| Gordon Bruce  | AG    | 2  | 0 | 0 | 0   | 0   |
| Bill Cowley   | C     | 2  | 0 | 0 | 0   | 0   |

| Joueur        | PJ | V | D | Min | BC | Bl | Moy  |
| ------------- | -- | - | - | --- | -- | -- | ---- |
| Frank Brimsek | 11 | 8 | 3 | 678 | 23 | 1  | 2,04 |